# Спижарный, Иван Константинович
Ива́н Константи́нович Спижа́рный (24 июня (6 июля) 1857, Красный, Смоленская губерния, Российская империя — 27 апреля 1924, Москва, СССР) — русский хирург, доктор медицинских наук (1890), профессор (1893), заведующий факультетской хирургической клиникой Московского университета (1906—1924), председатель X съезда российских хирургов (1910), председатель Московского хирургического общества, почётный член Московского и Саратовского хирургических обществ.

## Биография

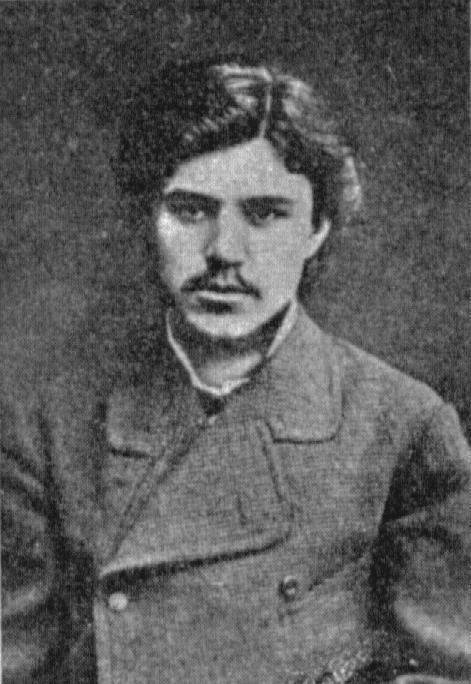
И. К. Спижарный, 1878 год

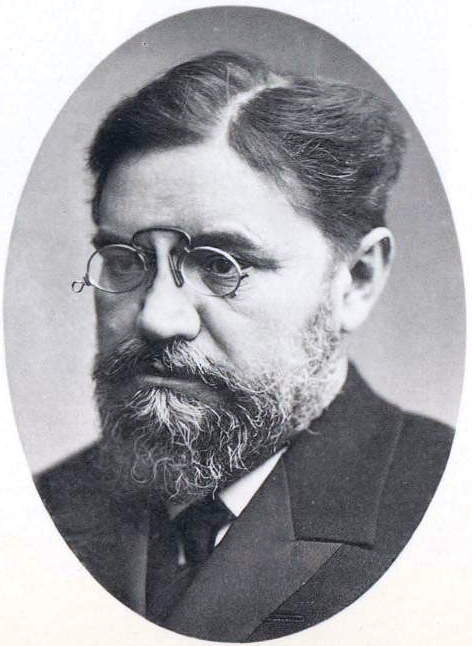
И. К. Спижарный, 1911 год

Родился 24 июня (6 июля) 1857 года в городе Красном Смоленской губернии в дворянской семье. Отец — чиновник, небогатый землевладелец Смоленской губернии.
Окончил Смоленскую гимназию; во второй половине 1870-х годов поступил в Императорскую медико-хирургическую академию в Санкт-Петербурге. 25 ноября (7 декабря) 1878 года в квартире студента Ивана Спижарного был произведён обыск по причине организации им у себя дома сходки студентов под предлогом вечеринки и вследствие подозрения в распространении запрещённой литературы. При обыске обнаружена газета «Начало». Спижарный был оставлен на свободе, но подчинён надзору полиции и привлечён к дознанию. Однако уже 26 и 27 ноября 1878 года принял активное участие в студенческих беспорядках, за что был арестован, признан наиболее виновным в подстрекательстве к беспорядкам, отчислен из академии и по приказу министра внутренних дел от 8 (20) декабря 1878 года вследствие политической неблагонадежности был выслан под гласный надзор полиции на три года в Вятскую губернию, где сдал экзамен на фельдшера и работал в отдалённых районах губернии. 23 декабря 1878 (4 января 1879) поселился в Вятке.
В августе 1879 года Спижарному было разрешено продолжить медицинское образование в Дерптском университете. В июле 1880 года по распоряжению министра внутренних дел Спижарный был освобождён от надзора и получил разрешение на перевод в Московский университет. В 1884 году окончил медицинский факультет Московского университета со званием лекаря, где остался сначала ординатором, а затем ассистентом при факультетской хирургической клинике, возглавляемой Н. В. Склифосовским. В 1890 году Спижарный защитил докторскую диссертацию «К учению о хирургии головного мозга и о процессе заживления ран этого органа». В 1891 году стал приват-доцентом кафедры хирургической патологии, в 1893 году — экстраординарным, а в 1899 году — ординарным профессором этой же кафедры. В 1906 году занял должность заведующего факультетской хирургической клиники Московского университета и руководил ею до 1924 года.
Заслуженный профессор Московского университета (1916).
Умер 27 апреля 1924 года в Москве. Похоронен на Новодевичьем кладбище.

## Вклад в медицинскую науку
И. К. Спижарный является автором более 60 печатных научных работ на русском и немецком языках, посвященных вопросам хирургического лечения болезней центральной и периферической нервной системы, желчных путей, язвенной болезни и рака желудка, тиреотоксикоза, проблемам травматологии и ортопедии и основанных большей частью на богатом собственном опыте и личном материале. Он предложил оригинальный способ пластики брюшной стенки при её дефектах, методику внутрикостного остеосинтеза металлическим штифтом, новый способ хирургического удаления всего языка.

## Общественная деятельность
И. К. Спижарный был председателем X съезда российских хирургов (1910), председателем Московского хирургического общества, почётным членом Московского и Саратовского хирургических обществ, заместителем председателя Общества российских хирургов, членом Пироговского общества, а также состоял членом Моссовета.

## Медицинские термины, в которых присутствует имя И. К. Спижарного
- Операция Спижарного — хирургическая операция при кисте поджелудочной железы, заключается во вскрытии и ушивании кисты с полным соприкосновением её стенок[8]
- Способ Спижарного:

1. способ пластики дефектов при боковых грыжах живота: пластика грыжевых ворот или дефектов брюшной стенки осуществляется выкроенным из наружной косой мышцы живота лоскутом на ножке
2. способ хирургической операции при эхинококковой кисте печени: вшивание части стенки невскрытой кисты в рану брюшной стенки с впрыскиванием антисептика в полость кисты